# F-1 World Grand Prix II
F-1 World Grand Prix II est un jeu vidéo de Formule 1 sur Nintendo 64 et Dreamcast en 2000. Le jeu a été développé par Paradigm Entertainment et Video System puis édité par Nintendo et Video System.
Le jeu est la suite de F-1 World Grand Prix.